# Partido Unificación Nacional
Unificación Nacional fue un partido político costarricense, formado para las elecciones nacionales de 1966, mediante la coalición entre el Partido Republicano Nacional, dirigido por el expresidente Rafael Ángel Calderón Guardia, y el Partido Unión Nacional, encabezado por el expresidente Otilio Ulate Blanco y el apoyo de algunas fuerzas menores. 
Escogió como candidato al profesor universitario José Joaquín Trejos Fernández, persona sin antecedentes políticos, que triunfó en los comicios por muy ajustado margen y fue elegido presidente para el período 1966-1970, pero no logró obtener mayoría en la Asamblea Legislativa.

Bandera utilizada en las elecciones y papeleta de 1966, apareciendo cómo Coalición Unificación Nacional.

El Partido Unificación Nacional, que se caracterizó por una política opuesta a la intervención del Estado en la economía, postuló para las elecciones de 1970 al expresidente Mario Echandi Jiménez, para las de 1974 a Fernando Trejos Escalante y para las de 1978 a Guillermo Villalobos Arce, pero fueron derrotados. Echandi y Trejos Escalante fueron las segundas opciones más votadas, sin embargo ya para las elecciones de 1978 el calderonismo representado por el Partido Republicano Calderonista se une a otras fuerzas opositoras en la alianza conocida como la Coalición Unidad desplazando al PUN como primer partido de oposición  al punto que Villalobos recibió muy pocos votos. La Coalición Unidad gana las elecciones de 1978. Posteriormente la agrupación desapareció de la escena política.
La Coalición Unidad se fusionaría en 1983 en el Partido Unidad Social Cristiana en el cual militaría Trejos y su familia e incluso su hijo Juan José Trejos Fonseca fue precandidato presidencial.

## Presidentes del Poder Ejecutivo
| Presidentes de Costa Rica por el Partido Unificación Nacional |
|                                                               |
| José Joaquín Trejos Fernández 1966-1970                       |

## Elecciones presidenciales
| Elecciones presidenciales |                               |         |        |          |
| Año                       | Candidato                     | Votos   | %      | Posición |
| 1966                      | José Joaquín Trejos Fernández | 222 810 | 50.48% | 1°       |
| 1970                      | Mario Echandi Jiménez         | 222 372 | 41.18% | 2°       |
| 1974                      | Fernando Trejos Escalante     | 206 149 | 30.40% | 2°       |
| 1978                      | Guillermo Villalobos Arce     | 13 666  | 1.64%  | 4°       |

## Elecciones legislativas
|  | 43.1 % |

|  | 35.9 % |

|  | 24.7 % |

|  | 3.1 % |